# Callionymus sagitta
Callionymus sagitta là một loài cá biển thuộc chi Callionymus trong họ Cá đàn lia. Loài này được mô tả lần đầu tiên vào năm 1770.

## Phân bố và môi trường sống
C. sagitta có phạm vi phân bố ở vùng biển Ấn Độ Dương - Thái Bình Dương. Chúng được tìm thấy dọc theo bờ biển Ấn Độ và Sri Lanka; ở phía đông từ bờ đông Trung Quốc và bán đảo Triều Tiên trải dài xuống phía nam đến các nước thuộc quần đảo Mã Lai. Loài cá này trước đây được ghi nhận là có mặt dọc theo bờ biển Việt Nam, nhưng đã được xác định là loài Callionymus hainanensis. C. sagitta sống trên những bãi cát dọc theo bờ biển và gần cửa sông.

## Mô tả
Mẫu vật lớn nhất của C. sagitta có chiều dài cơ thể được ghi nhận là 11 cm. Đầu và thân có màu nâu cát, lốm đốm các chấm đen nhỏ. Hai bên lườn dưới bụng màu trắng. Vây lưng màu đen; màng vây đầu tiên của con cái thường có màu trắng (hoặc ít nhất là trắng ở phần gốc vây). Vây hậu môn màu trắng. Vây lưng thứ hai, vây đuôi, vây ngực và vây bụng có các đốm màu nâu.
Số gai ở vây lưng: 4; Số tia vây mềm ở vây lưng: 9; Số gai ở vây hậu môn: 0; Số tia vây mềm ở vây hậu môn: 9.
C. sagitta ăn động vật thân mềm, động vật phù du và thực vật phù du.